# Ramal da Lousã
| Streckenlänge: | 36,9 km                  |                                               |                                               |
| Spurweite: | 1668 mm (Iberische Spur) |                                               |                                               |
| |                          |                                               |                                               |
| \| \| \| Linha do Norte nach Aveiro und Porto \| \| \| \| 0,0 \| Coimbra-B \| Coimbra-B \| \| \| \| Linha do Norte von Lissabon und Entroncamento \| \| \| \| 1,9 \| Coimbra-A \| Coimbra-A \| \| \| \| eingedecktes Gleis \| \| \| \| \| auf der Avenida Emídio Navarro \| \| \| \| 2,80,0 \| Coimbra-Parque \| Coimbra-Parque \| \| \| 2,8 \| São José \| São José \| \| \| \| Ponte da Portela über den Mondego 207 Meter \| \| \| \| \| Túnel Tôco 60 Meter \| \| \| \| 4,9 \| Carvalhosas \| Carvalhosas \| \| \| \| Ponte de Almalaguês über den Mondego 25 Meter \| \| \| \| 6,0 \| Quinta da Ponte \| Quinta da Ponte \| \| \| 6,8 \| Conraria \| Conraria \| \| \| \| Ponte de Ceira 140 Meter \| \| \| \| 7,9 \| Ceira \| Ceira \| \| \| 9,4 \| Vale de Açor \| Vale de Açor \| \| \| 10,29 \| Túnel Vale de Açor 282 Meter \| Túnel Vale de Açor 282 Meter \| \| \| 12,5 \| Trémoa \| Trémoa \| \| \| 13,87 \| Túnel Tôco \| Túnel Tôco \| \| \| 15,0 \| Moinhos \| Moinhos \| \| \| 15,73 \| Túnel Vale Mancabo 112 Meter \| Túnel Vale Mancabo 112 Meter \| \| \| 16,4 \| Lobases \| Lobases \| \| \| 17,36 \| Túnel de Passareiro 125 Meter \| Túnel de Passareiro 125 Meter \| \| \| 17,70 \| Túnel de Carrô 59 Meter \| Túnel de Carrô 59 Meter \| \| \| \| Túnel de Miranda do Corvo 122 Meter \| \| \| \| 19,1 \| Miranda do Corvo \| Miranda do Corvo \| \| \| 22,8 \| Padrão \| Padrão \| \| \| 26,0 \| Meiral \| Meiral \| \| \| 27,9 \| Lousã-A \| Lousã-A \| \| \| 28,7 \| Lousã \| Lousã \| \| \| 32,9 \| Prilhão-Casais \| Prilhão-Casais \| \| \| 34,9 \| Serpins \| Serpins \| |                          |                                               |                                               |
| Strecke |                          | Linha do Norte nach Aveiro und Porto          | Linha do Norte nach Aveiro und Porto          |
| Bahnhof | 0,0                      | Coimbra-B                                     | Coimbra-B                                     |
| Abzweig ehemals geradeaus und nach rechts |                          | Linha do Norte von Lissabon und Entroncamento | Linha do Norte von Lissabon und Entroncamento |
| Bahnhof (Strecke außer Betrieb) | 1,9                      | Coimbra-A                                     | Coimbra-A                                     |
| |                          | eingedecktes Gleis                            |                                               |
| |                          | auf der Avenida Emídio Navarro                |                                               |
| Bahnhof (Strecke außer Betrieb) | 2,80,0                   | Coimbra-Parque                                | Coimbra-Parque                                |
| Haltepunkt / Haltestelle (Strecke außer Betrieb) | 2,8                      | São José                                      | São José                                      |
| Brücke über Wasserlauf (Strecke außer Betrieb) |                          | Ponte da Portela über den Mondego 207 Meter   | Ponte da Portela über den Mondego 207 Meter   |
| Tunnel (Strecke außer Betrieb) |                          | Túnel Tôco 60 Meter                           | Túnel Tôco 60 Meter                           |
| Haltepunkt / Haltestelle (Strecke außer Betrieb) | 4,9                      | Carvalhosas                                   | Carvalhosas                                   |
| Brücke über Wasserlauf (Strecke außer Betrieb) |                          | Ponte de Almalaguês über den Mondego 25 Meter | Ponte de Almalaguês über den Mondego 25 Meter |
| Haltepunkt / Haltestelle (Strecke außer Betrieb) | 6,0                      | Quinta da Ponte                               | Quinta da Ponte                               |
| Haltepunkt / Haltestelle (Strecke außer Betrieb) | 6,8                      | Conraria                                      | Conraria                                      |
| Brücke über Wasserlauf (Strecke außer Betrieb) |                          | Ponte de Ceira 140 Meter                      | Ponte de Ceira 140 Meter                      |
| Bahnhof (Strecke außer Betrieb) | 7,9                      | Ceira                                         | Ceira                                         |
| Haltepunkt / Haltestelle (Strecke außer Betrieb) | 9,4                      | Vale de Açor                                  | Vale de Açor                                  |
| Tunnel (Strecke außer Betrieb) | 10,29                    | Túnel Vale de Açor 282 Meter                  | Túnel Vale de Açor 282 Meter                  |
| Haltepunkt / Haltestelle (Strecke außer Betrieb) | 12,5                     | Trémoa                                        | Trémoa                                        |
| Tunnel (Strecke außer Betrieb) | 13,87                    | Túnel Tôco                                    | Túnel Tôco                                    |
| Haltepunkt / Haltestelle (Strecke außer Betrieb) | 15,0                     | Moinhos                                       | Moinhos                                       |
| Tunnel (Strecke außer Betrieb) | 15,73                    | Túnel Vale Mancabo 112 Meter                  | Túnel Vale Mancabo 112 Meter                  |
| Haltepunkt / Haltestelle (Strecke außer Betrieb) | 16,4                     | Lobases                                       | Lobases                                       |
| Tunnel (Strecke außer Betrieb) | 17,36                    | Túnel de Passareiro 125 Meter                 | Túnel de Passareiro 125 Meter                 |
| Tunnel (Strecke außer Betrieb) | 17,70                    | Túnel de Carrô 59 Meter                       | Túnel de Carrô 59 Meter                       |
| Tunnel (Strecke außer Betrieb) |                          | Túnel de Miranda do Corvo 122 Meter           | Túnel de Miranda do Corvo 122 Meter           |
| Bahnhof (Strecke außer Betrieb) | 19,1                     | Miranda do Corvo                              | Miranda do Corvo                              |
| Haltepunkt / Haltestelle (Strecke außer Betrieb) | 22,8                     | Padrão                                        | Padrão                                        |
| Haltepunkt / Haltestelle (Strecke außer Betrieb) | 26,0                     | Meiral                                        | Meiral                                        |
| Haltepunkt / Haltestelle (Strecke außer Betrieb) | 27,9                     | Lousã-A                                       | Lousã-A                                       |
| Bahnhof (Strecke außer Betrieb) | 28,7                     | Lousã                                         | Lousã                                         |
| Haltepunkt / Haltestelle (Strecke außer Betrieb) | 32,9                     | Prilhão-Casais                                | Prilhão-Casais                                |
| Kopfbahnhof Streckenende (Strecke außer Betrieb) | 34,9                     | Serpins                                       | Serpins                                       |

Die Ramal da Lousã oder auch Linha da Lousã, zu deutsch Nebenstrecke von Lousã oder Eisenbahnstrecke von Lousã, ist eine portugiesische Eisenbahnstrecke zwischen Coimbra und der westlich davon gelegenen Kleinstadt Serpins, bei Lousã, im Distrikt Coimbra. Die 36,9 Kilometer lange Strecke wurde am 16. Dezember 1906 eröffnet und wurde von Dieseltriebwagen auf der gleichen Strecke bedient.
Seit 2009 ist der Verkehr auf der Strecke zwischen Coimbra-A und Serpins eingestellt, um diese für das Stadtbahnsystem Metro Mondego umzubauen. Die Bauarbeiten wurden jedoch wenige Monate nach Beginn von der Regierung Sócrates gestoppt, der Zugverkehr wurde seitdem nicht wieder aufgenommen.

## Geschichte

### Planung und Betriebsaufnahme

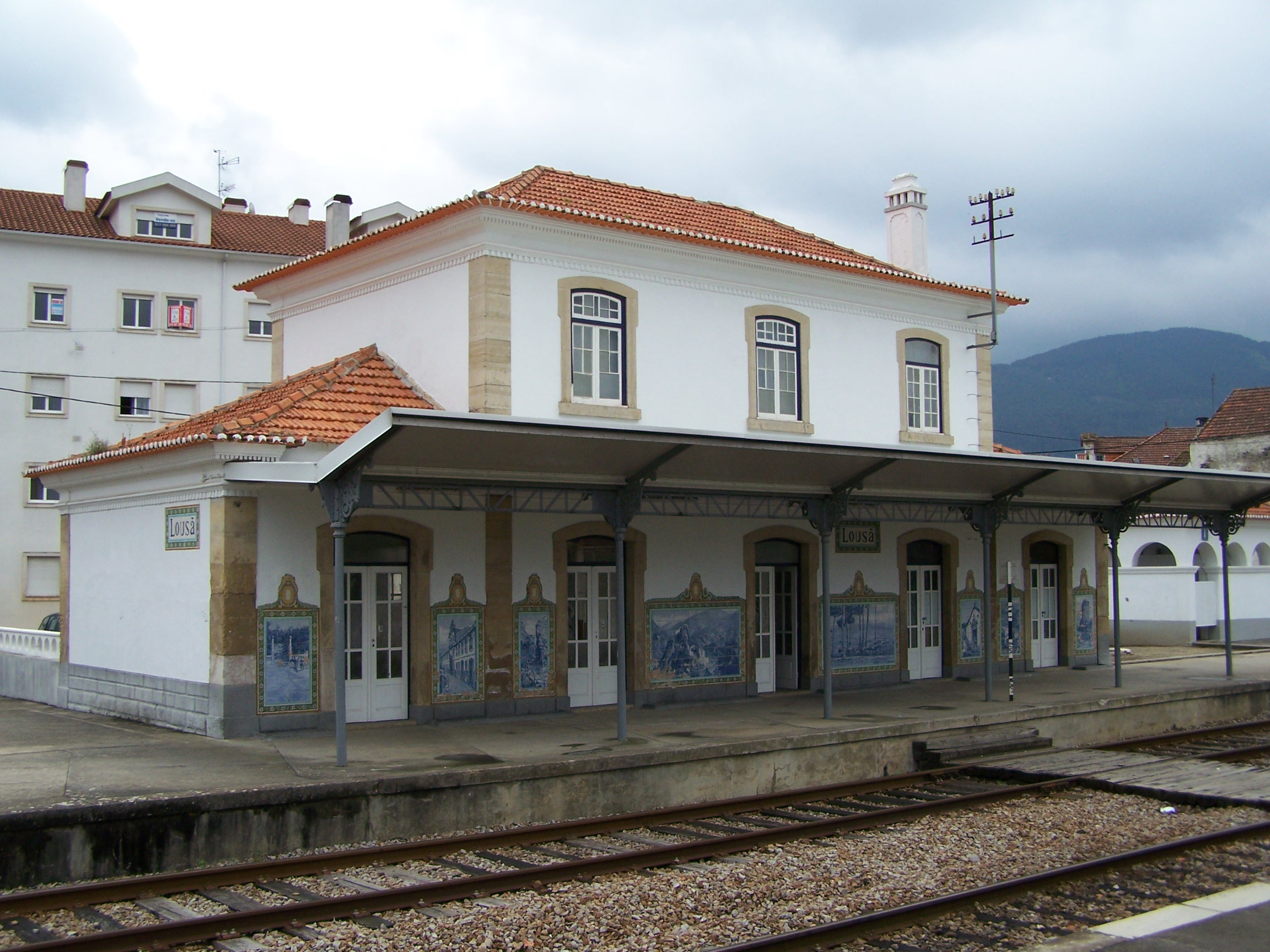
Bahnhof Lousã, ausgeschmückt mit zahlreichen Azulejos

Die Geschichte der Ramal da Lousã begann offiziell mit der Bauankündigung im Jahr 1873 durch König D. Luís I. 1887 vergab die portugiesische Regierung die Konzession einer Schmalspurbahn von Coimbra über Miranda do Corvo und Lousã nach Arganil an die Firma Fonsecas, Santos e Viana. Wenig später schlug die gleiche Firma der Regierung aufgrund wirtschaftlicher Vorteile vor, die Strecke in iberischer Breitspur anstatt in Meterspur zu bauen, um sie später bis nach Covilhã verlängern zu können. Die Regierung verwarf die Konzession jedoch und vergab sie im selben Jahr, am 10. September 1887, erneut, diesmal an die Companhia do Caminho de Ferro do Mondego für die Strecke Coimbra–Arganil mit einer Streckenlänge von insgesamt 62 Kilometern. Die Bahn war in iberischer Breitspur von 1668 Millimetern zu bauen. Die Companhia do Caminho de Ferro do Mondego plante aus der zunächst kleinen Vorortbahn zukünftig eine zweite portugiesische Ost-West-Bahn als Ergänzung zur Linha da Beira Alta zu errichten.
1889 begannen die ersten Bauarbeiten für die Strecke, sie konzentrierten sich jedoch hauptsächlich auf den Abschnitt Coimbra–Lousã. Die Arbeiten zogen sich hin, zusätzlich verstärkt durch die portugiesische Wirtschaftskrise 1890, in deren Folge die Companhia do Caminho de Ferro do Mondego die Arbeiten gänzlich einstellte. 1897 meldete die Gesellschaft Insolvenz an, erst 1903 gelang es durch Investoren die königliche Eisenbahngesellschaft Companhia Real dos Caminhos de Ferro Portugueses zu überzeugen die bereits begonnenen Arbeiten wiederaufzunehmen, sodass ab Januar 1905 wieder gebaut wurde.
Knapp zwei Jahre später, am 16. Dezember 1906, eröffnete die Companhia Real dos Caminhos de Ferro Portugueses den Abschnitt Coimbra–Lousã vorfristig. Der restliche Teil der Strecke bis Arganil sollte in den darauffolgenden Jahren ergänzt werden. Anfänglich verkehrten auf der neuen Strecke über Miranda do Corvo nach Lousã zwei Zugpaare, für eine Fahrt zwischen Coimbra und Lousã benötigten die Dampfzüge 1½ Stunden. Erst nach Protesten der Bevölkerung weitete 1907 die Betriebsgesellschaft den Verkehr aus, seitdem fuhren auch erste Züge von Lousã über Coimbra hinaus über die Linha da Beira Alta bis zum Strandbad Figueira da Foz.

### Verlängerung bis Serpins

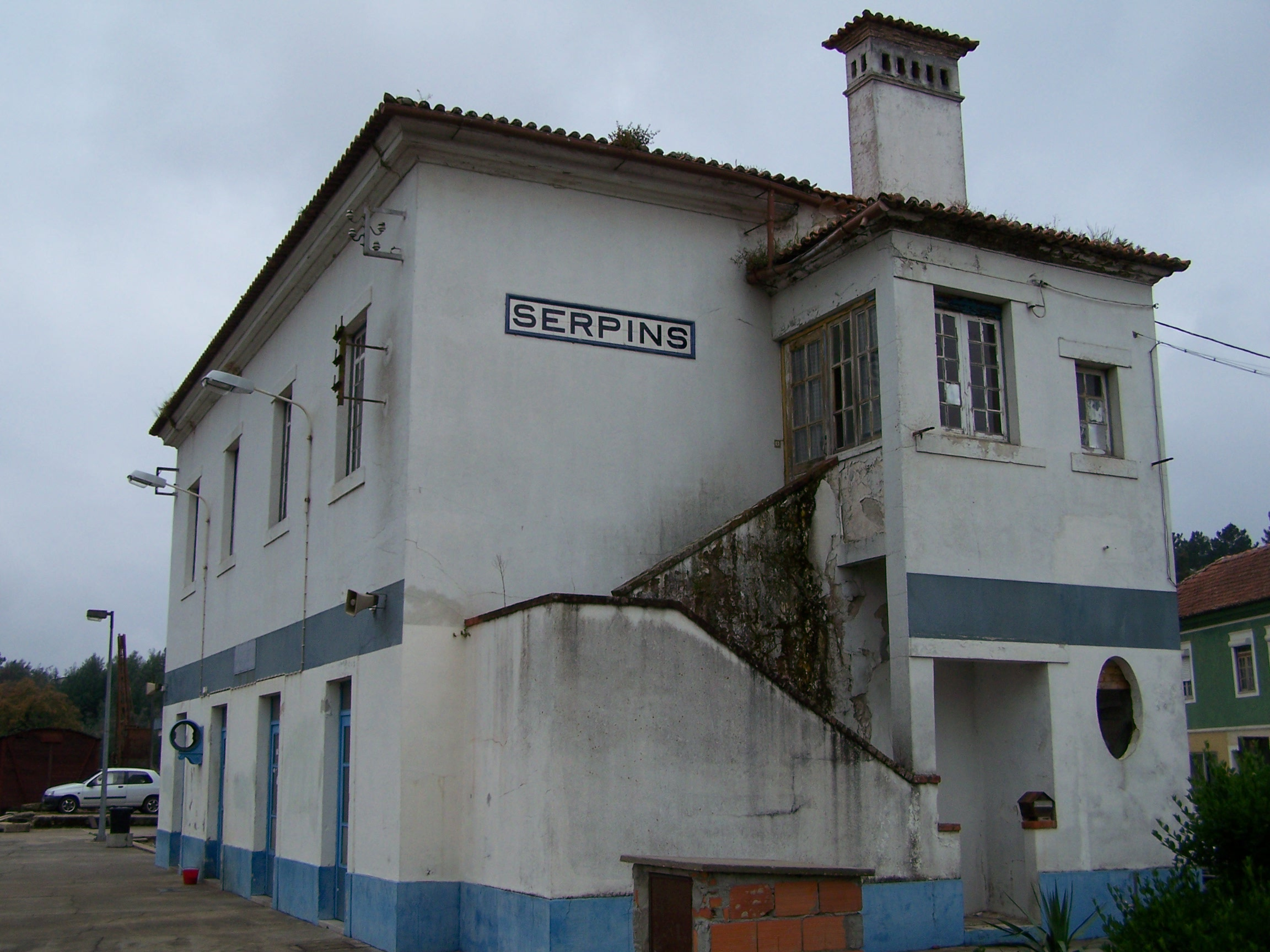
„Provisorischer“ Endbahnhof Serpins, eröffnet 1930

In den folgenden Jahren versuchte die Companhia Real dos Caminhos de Ferro Portugueses mehrmals die Strecke weiter über Góis nach Arganil zu verlängern. Doch der Wechsel der portugiesischen Staatsform zur Demokratie, die daraus folgende politische Instabilität, der Erste Weltkrieg und eine schwere Finanzkrise Portugals verhinderten eine Verlängerung westwärts.
1923 gelang es der Companhia Real dos Caminhos de Ferro Portugueses, nun umbenannt in Companhia dos Caminhos de Ferro Portugueses, einen Kredit der staatlichen Bank Caixa Geral de Depósitos von zehn Millionen Escudos zu erhalten, bestätigt durch das Regierungsdekret 8.910 vom 8. Juni 1923. Darauf schloss der Betreiber einen Vertrag mit der Baugesellschaft Companhia Portuguesa ab. Die ersten Bauarbeiten zur Verlängerung begannen im August 1924. Der nationale Eisenbahnplan Portugals klassifizierte die Eisenbahnstrecke Coimbra–Lousã als Teil des meterspurigen nationalen Eisenbahnnetzes Zentralportugals. Per Dekret 14.775 vom 19. November 1927 sollte die Verlängerung Arganil–Santa Comba Dão bei gleichzeitiger Umspurung der Reststrecke in Meterspur gebaut werden. Die 1926 installierte Diktatur in Portugal hatte zur Folge, dass nahezu alle Projekte zum Bau neuer Eisenbahnlinien in Portugal durch die Regierung aufgegeben wurden, weil die vorhandenen finanziellen Mittel nahezu vollständig in den Straßenbau flossen. Diese Zeit der Unsicherheit betraf auch den fortschreitenden Bau der Verlängerung bis nach Goís und Arganil. Um die finanziellen Probleme zu lösen, ließ die Companhia dos Caminhos de Ferro Portugueses die Strecke provisorisch in Serpins enden. Damit vergrößerte sich die Betriebslänge nur um sechs Kilometer, die Eröffnung fand am 10. August 1930 statt. In den ersten Betriebsjahren der Ramal da Lousã fuhren Dampfzüge mit Holzwagen auf der Strecke, vorwiegend gebaut in Esslingen.

### Weitere Entwicklung in den Nachkriegsjahrzehnten
In den folgenden Jahren geschah relativ wenig, die vorgesehene Verlängerung nach Arganil konnte wegen der Weltwirtschaftskrise und den darauffolgenden Zweiten Weltkrieg, der Portugal indirekt betraf, wiederum nicht verwirklicht werden. In den fünfziger Jahren ersetzten zunehmend Diesellokomotiven des Typs GE 44-ton, gebaut von General Electric, die Dampfloks. Die ursprünglich für den Güterverkehr gedachten Lokomotiven verkehrten nicht nur zunehmend auf der Ramal da Lousã, auch auf den Strecken im Raum Lissabon nach Barreiro, Seixal, Pinhal Novo und Montijo. Die staatliche Eisenbahngesellschaft CP schaffte jedoch alsbald Ersatz an. 1954 orderte die CP bei der niederländischen N.V.Allan & Co. 35 Dieseltriebwagen, 25 für die portugiesische Breitspur und 20 für Meterspur. Nach den ersten Versuchen auf der Linha do Oeste zwischen Figueira da Foz und Lissabon, kamen die Fahrzeuge auch auf die Ramal da Lousã. Dort bedeuteten sie im Gegensatz zu den teilweise immer noch eingesetzten Dampflokomotiven und Holzwagen einen Anstieg an Fahrgastkomfort. Die Dieseltriebwagen erhielten, aufgrund ihres Herstellers, künftig den Namen Allan. Bis 1999 bestimmten vornehmlich die Allan-Triebwagen aus den fünfziger Jahren das Bild der Ramal da Lousã.
In den sechziger Jahren versuchte die damalige Diktatur unter Salazar der wachsenden Arbeitslosigkeit entgegenzukommen und ließ Arbeitsbeschaffungsmaßnahme ausführen, unter anderem auch bei den portugiesischen Eisenbahnstrecken. Dadurch erfolgte eine Selektionierung, bei der die Ramal da Lousã jedoch ausgeschlossen wurde. Der Staat und die CP begründeten dies durch die fehlende Aussicht auf wachsende Fahrgastzahlen und die dadurch zwingende Einstellung. Die staatliche Eisenbahngesellschaft beauftragte das französische Beratungsunternehmen Sofrerail, heute Teil der Firma Systra, verschiedene Szenarien von Ganzeinstellung bis Modernisierung für die Vorortbahnstrecke zwischen Coimbra und Serpins zu erarbeiten. Die 1969 durch Sofrerail vorgestellte Studie der verschiedenen Szenarien forderte eine Modernisierung der Strecke und mittelfristig eine Verlängerung über Góis nach Arganil, eine Verwirklichung des Vorschlag scheiterte jedoch erneut an finanziellen Problemen.
Die Anfang der siebziger Jahre beginnende Stilllegungswelle von portugiesischen Nebenbahnen überlebte die Ramal da Lousã. In den folgenden Jahren nach der Nelkenrevolution 1974 in Portugal gab es immer wieder Stilllegungszenarien für die Vorortbahn aufgrund finanzieller Krisen des nationalen Staatshaushaltes. Aber nicht nur finanzielle Probleme nannten portugiesische Politiker oft als Begründung für eine Stilllegung, auch der ästhetische Aspekt der bis heute vorhandenen Querung der Coimbraer Innenstadt spielte eine Rolle in den Überlegungen. Mitte der siebziger Jahre setzte die CP von der spanischen RENFE gekaufte Triebwagen mit dem Namen Ferrobus ein. Aufgrund starker Kritik durch die die Fahrgäste kehrten jedoch bald darauf die Allan-Dieseltriebwagen zurück. In den achtziger Jahren renovierte die CP, finanziert durch EG-Gelder, teilweise die Strecke zwischen dem Coimbraer Parque-Bahnhof und Serpins. In dieser Phase entstanden auch einzelne neue Haltepunkte, unter anderem Lobases und Meiral.

### Idee eines Innenstadttunnels

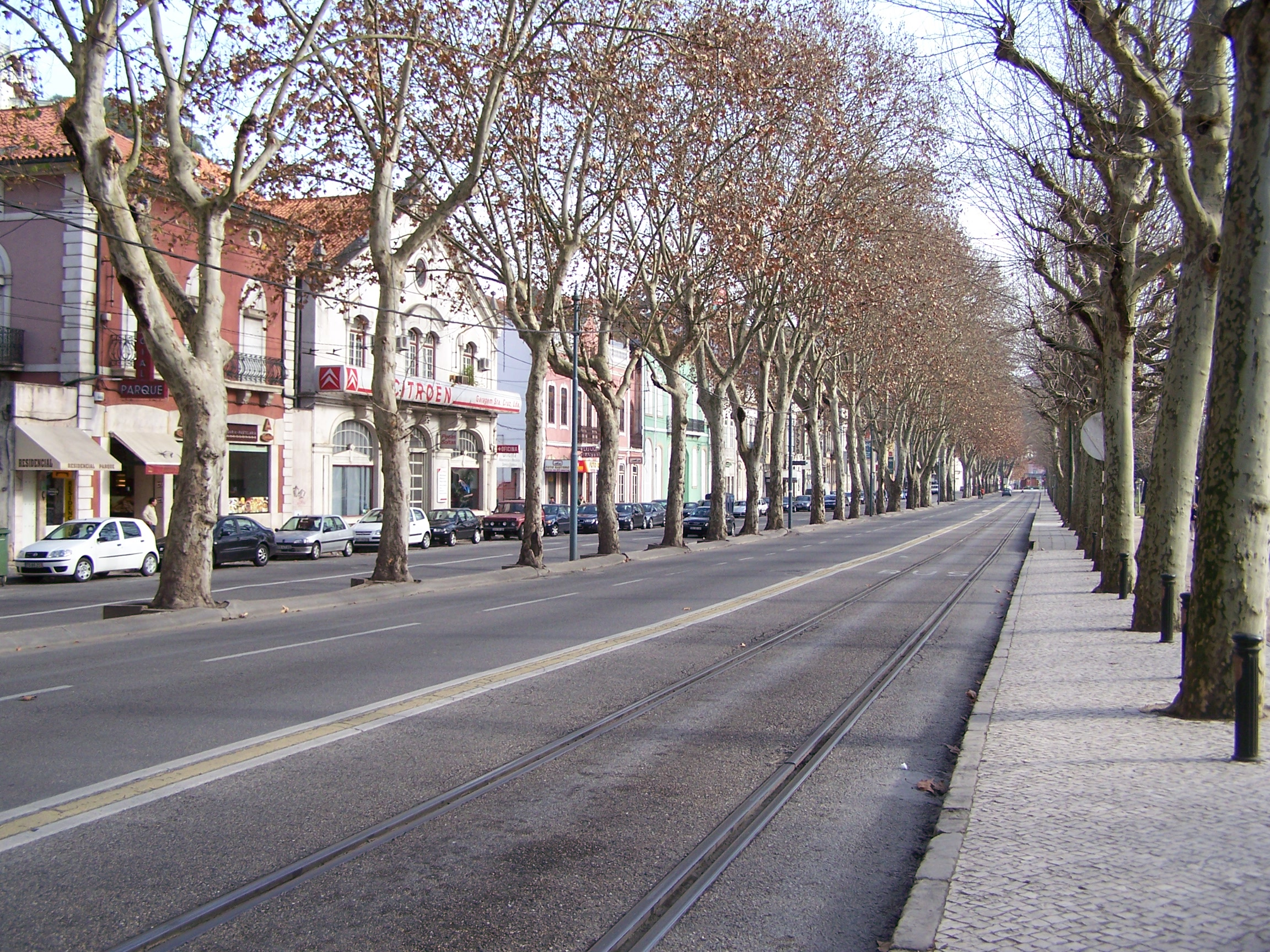
Straßenbündige Schienen auf der Avenida Emídio Navarro zwischen Coimbra-A und Coimbra-Parque

In den darauffolgenden Jahren verstärkten sich die Kritiken an der Passage der Coimbraer Innenstadt. Um diesem entgegenzuwirken, vereinbarten die staatliche Eisenbahngesellschaft CP, damals auch noch Inhaber des staatlichen Schienennetzes, und die Stadt Coimbra im Jahr 1989 den Bau eines Tunnels zwischen den beiden Bahnhöfen Coimbra-A und Coimbra-Parque, dem betrieblichen Endpunkt der Ramal da Lousã. Drei Jahre später schlug der Stadtrat Coimbras den Bau einer Straßenbahn vor, da die vorherige Vereinbarung nicht umgesetzt worden war. Damit ließe sich nicht nur die Isolation der Ramal da Lousã beheben, sondern auch die innerstädtischen Verkehrsprobleme Coimbras lösen. Die betreffenden concelhos (etwa vergleichbar mit den deutschen Landkreisen) Coimbra, Lousã und Miranda do Corvo vereinbarten mit der CP den Bau dieser Bahn, und betrauten die Eisenbahngesellschaft gleichzeitig mit der weiteren Leitung des Projektes, das zukünftig den Namen Metro Mondego erhielt.
In den folgenden Jahren verzögerte sich der Bau der Straßenbahn, nicht nur durch finanzielle Probleme, auch durch verschiedene politische Interessenlagen. Im April 1993 beschloss der damalige Minister für Liegenschaftsverwaltung und Umwelt, Luís Valente de Oliveira, die Modernisierung der Ramal da Lousã für die spätere Straßenbahnstrecke. Die Kosten für die Modernisierung wurden damals auf 10,9 Milliarden Escudos, etwa 54,4 Millionen Euro, veranschlagt. Diese wurde jedoch nicht verwirklicht, der Bau der Straßenbahn sowie das Eröffnungsjahr und damit auch die Aussicht auf eine bessere Verbindung in die Innenstadt für die Anwohner der Ramal da Lousã rückten immer weiter nach hinten. Die Kritik am Bau der Straßenbahn wuchs jedoch zusehends, Carlos Fonseca, Professor für Mathematik an der Universität Coimbra, und Manuel Margarido Tão, Geograf und Doktor für Verkehrswirtschaft an der Universität Leeds veröffentlichten ein Thesenpapier, in dem beide die ursprüngliche Idee eines Tunnels nach Vorbild anderer portugiesischer und auch spanischer Städte favorisierten. Die Bürgerbewegung Utentes do Ramal da Lousã, zu Deutsch Kunden der Nebenstrecke von Lousã, aber auch die portugiesische Gewerkschaft der Eisenbahner, verlangten die Einstellung und den Verzicht jeglicher Umplanungen für die Ramal da Lousã. Sie forderten stattdessen eine Modernisierung inklusive Elektrifizierung, eine Renovierung der Bahnhöfe, die Anschaffung neuer Fahrzeuge sowie die Verlängerung über Góis nach Arganil.

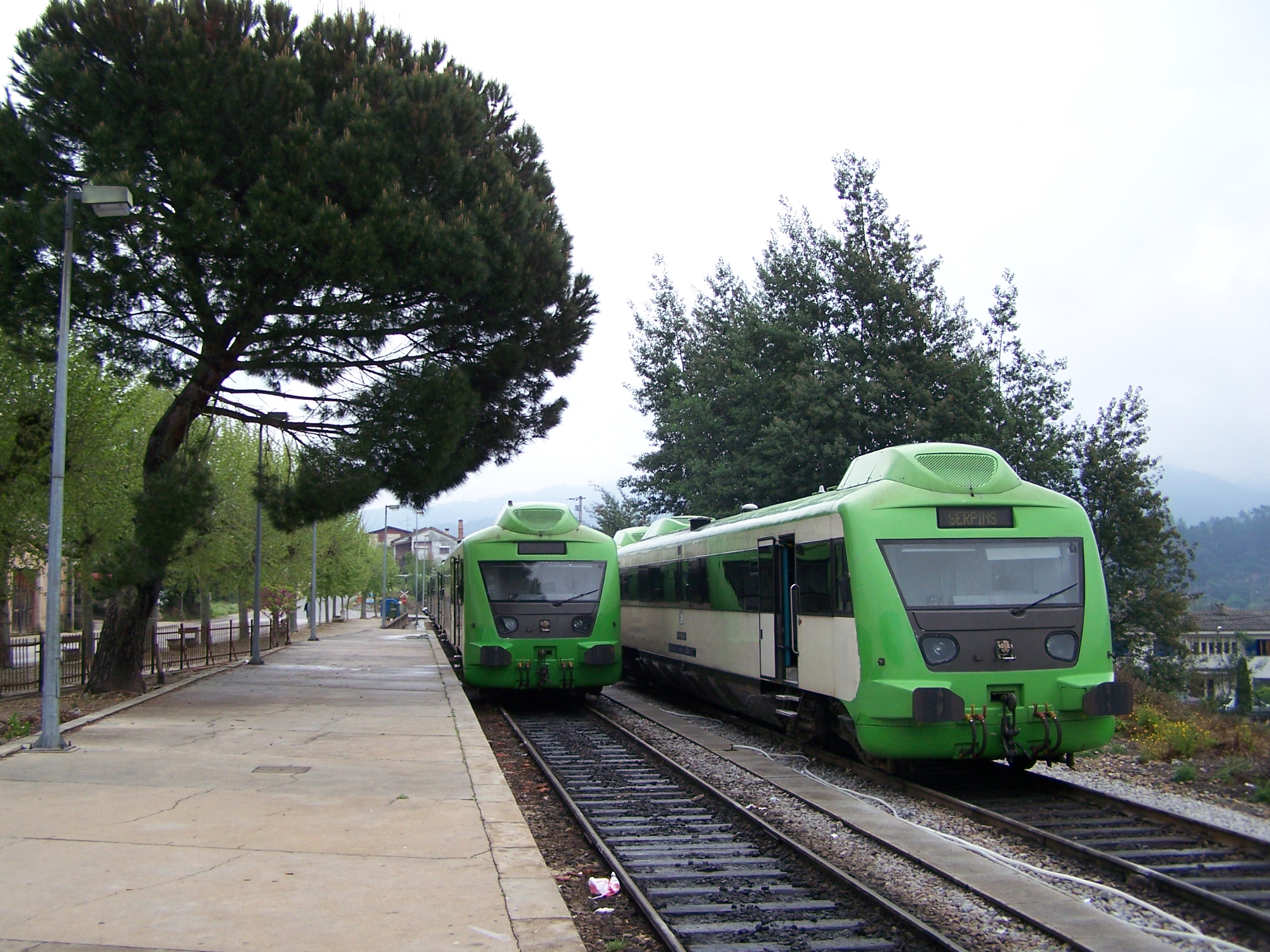
Modernisierte Allan-Dieseltriebwagen im Bahnhof Serpins

Während derweil Lokal- und Finanzpolitiker, Bürgerbewegungen und Eisenbahnexperten um eine optimale Lösung für die Probleme rangen, tat die staatliche Eisenbahngesellschaft CP den ersten Schritt und ließ die Allan-Dieseltriebwagen, die bis zu dieser Zeit auf der Strecke fuhren, zwischen 1998 und 1999 einer Komplettmodernisierung unterziehen. Umgebaut wurden die Wagen durch die staatliche EMEF, die die vorhandene zweiklassige Einrichtung entfernte und durch eine Einheitsklasse ersetzte, einer der beiden Toiletten entfernte, ein Fahrgastinformationssystem installierte sowie den Wagen einen neuen Anstrich verlieh. Laut CP-Angaben waren die Kosten für eine Modernisierung mit etwa 100.000 Escudos pro Wagen erheblicher günstiger als der Neukauf von Dieseltriebwagen, bei Kosten zwischen 400.000 und 500.000 Escudos je Stück.
2005 schrieb die sozialdemokratische Regierung unter Pedro Santana Lopes den Bau der Straßenbahn mit dem Namen Metro Mondego europaweit aus, kürzte jedoch den ursprünglichen Plan erheblich. Statt wie geplant die gesamte Ramal da Lousã in das Netz der Straßenbahn aufzunehmen, sollte der sechs Kilometer lange Abschnitt zwischen Lousã und Serpins eingestellt und durch einen umfangreichen Busverkehr ersetzt werden. Zeitweise stand gar der Hauptteil der Ramal da Lousã, zwischen Ceira und Serpins, in Frage, diese sollte nur bei Bedarf umgestellt werden. Die betreffende concelhos jedoch verweigerten die weitere Teilnahme an dem Projekt, sodass die nachfolgende, neu gewählte sozialistische Regierung unter José Sócrates den Wettbewerb aufgrund rechtlicher Probleme vorfristig zum Juni 2005 auflöste.

### Von der Straßenbahn zutram-train
Nach Monaten der Ausarbeitung eines neuen Projektes stellte die sozialistische Regierung am 7. März 2006 eine Überarbeitung des Projektes Metro Mondego vor, in dem nun die Ramal da Lousã Teil eines künftigen urbanen-regionalen »tram-train«-Netzes werden soll. Für die Ramal da Lousã bedeuteten die veröffentlichten Planungen einige Änderungen. Die Kürzung der Strecke zwischen Lousã und Serpins zog die Regierung zurück, nun soll wieder die gesamte Strecke als Basis für die Metro Mondego genutzt werden. Die Verwirklichung der Stadtbahn solle in zwei Phasen ablaufen, während Phase 1 eine komplette Modernisierung der Ramal da Lousã vorsah, sollte die zweite Phase den Einbau der Schienen und Haltestellen der Metro Mondego im Stadtraum Coimbras umfassen. Die Modernisierung der Vorortbahn, für die Jahre 2007 bis 2008 datiert und auf insgesamt 52 Millionen Euro kalkuliert, umfasst neben der Ausstattung mit neuen Signalanlagen die Schließung einiger Bahnübergänge, die Umspurung von iberischer Breit- auf Regelspur, die Vereinheitlichung der Bahnsteigkanten auch Verstärkungsmaßnahmen an Brücken und Tunneln. Außerdem sollen die Bahnhöfe Ceira, Lousã und Miranda do Corvo zukünftig als sogenannte interfaces dienen, das heißt, dass jeweils die Stationen der Orte durch ein Zusammenlegen von Bus- und Eisenbahnknoten ein optimales Umsteigen ermöglichen sollen. In den Umbauarbeiten inbegriffen sind außerdem die Erneuerung der Beleuchtung sowie der Signal- und Notfallanlagen der drei Stationen. Die Kosten allein dafür sollen sich beim Bahnhof Lousã auf 950.000 Euro belaufen, beim Bahnhof Miranda do Corvo auf 2,05 Millionen Euro, beim Bahnhof Ceira auf etwa zwei Millionen Euro, zusammen also etwa 5,5 Millionen Euro.

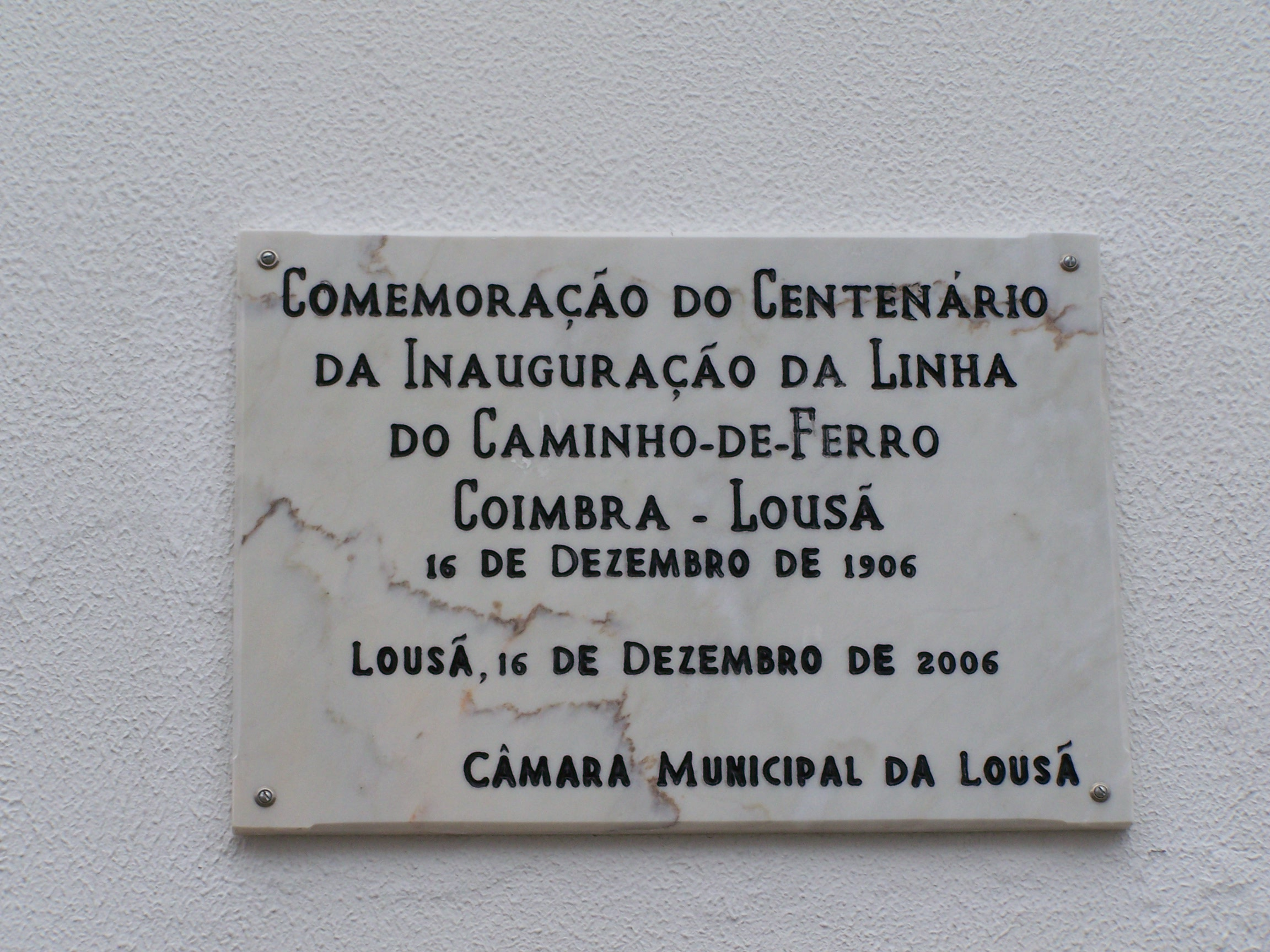
Gedenktafel zum hundertjährigen Jubiläum der Ramal da Lousã am Bahnhof Lousã

Die ersten Bauarbeiten für die Modernisierung begannen im Frühjahr 2007, die ersten Züge der Metro Mondego sollen 2011 fahren, spätestens dann findet auch der Austausch der aktuellen Dieseltriebwagen durch elektrisch betriebene Stadtbahnwagen statt. Die Pläne sehen vor, dass dann die Stadtbahnzüge von Serpins über Lousã, Miranda do Corvo und Ceira bis zum Bahnhof Coimbra-B fahren, am letzten Teil der Strecke jedoch auf neuverlegten, innerstädtischen Schienen.
Ungeachtet der Planungen zur Metro Mondego feierte die Lousãer Bevölkerung im Dezember 2006 das hundertjährige Jubiläum der Vorortbahnstrecke. Anlässlich dessen fanden Sonderfahrten statt, der Bürgermeister von Lousã weihte eine Gedenktafel bezüglich des Jubiläums am Bahnhof Lousã ein. Am Bahnhof Mirando do Corvo weihte die Bürgermeisterin des gleichnamigen concelhos ein Denkmal für Eisenbahnarbeiter ein.

### Einstellung des Verkehrs
Seit 2009 ist der Verkehr auf der Strecke zwischen Coimbra-A und Serpins eingestellt, um diese für die Metro Mondego umzubauen. Die Bauarbeiten wurden jedoch wenige Monate nach Beginn von der Regierung Sócrates gestoppt, der Zugverkehr wurde seitdem nicht wieder aufgenommen.
Inzwischen ist das Projekt zu einem Metrobusprojekt mutiert. Hierfür haben bereits Straßenbauarbeiten begonnen, und südlich des ehemaligen Bahnhofs Parque sind im Oktober 2022 die Gleise schon entfernt.